# 小行星9863
小行星9863（英語：9863 Reichardt）是一颗围绕太阳公转的小行星。1991年9月13日，天文学家佛蒙特·伯根、卢茨·D·施耐德在陶腾堡发现了此天体。
这颗小行星的绝对星等为301.0336818915044等。